# Sarra Mzougui
Sarra Mzougui, née le 8 mars 1994, est une judokate tunisienne.

## Carrière
Sarra Mzougui évolue d'abord dans la catégorie des moins de 78 kg. Elle est médaillée d'argent aux championnats d'Afrique de judo en 2016 à Tunis, en 2017 à Antananarivo et en 2018 à Tunis et médaillée de bronze en 2014 à Port-Louis et en 2015 à Libreville.
Elle est également médaillée d'argent aux Jeux de la Francophonie de 2013 à Nice, médaillée de bronze aux Jeux africains de 2015 à Brazzaville, médaillée d'or aux Jeux de la solidarité islamique de 2017 à Bakou et médaillée de bronze aux Jeux de la Francophonie de 2017 à Abidjan, aux championnats d'Afrique 2019 au Cap, aux Jeux africains de 2019 à Rabat ainsi qu'aux championnats d'Afrique 2021 à Dakar.
Elle obtient la médaille d'or dans la catégorie des plus de 78 kg aux championnats d'Afrique 2022 à Oran ainsi qu'aux championnats d'Afrique 2023 à Casablanca. Elle est aussi médaillée d'argent dans la catégorie de plus de 78 kg aux Jeux panarabes de 2023.
En 2024, elle remporte la médaille d'or par équipe mixte ainsi que la médaille d'argent dans la catégorie des plus de 78 kg aux Jeux africains à Accra ainsi que la médaille de bronze des plus de 78 kg et la médaille d'argent par équipe mixte aux championnats d'Afrique au Caire.
Elle est médaillée de bronze dans la catégorie des plus de 78 kg aux championnats d'Afrique 2025 à Abidjan.